# Johann Gottwerth Müller

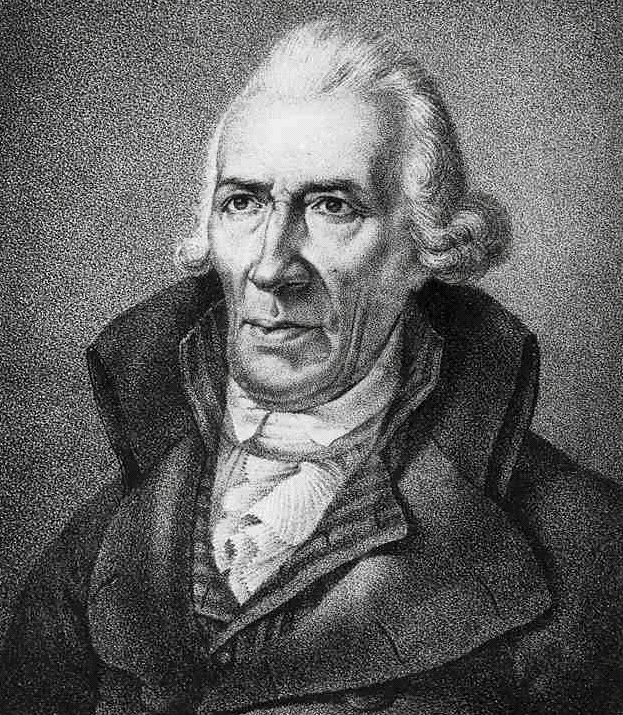
Johann Gottwerth Müller, 1818

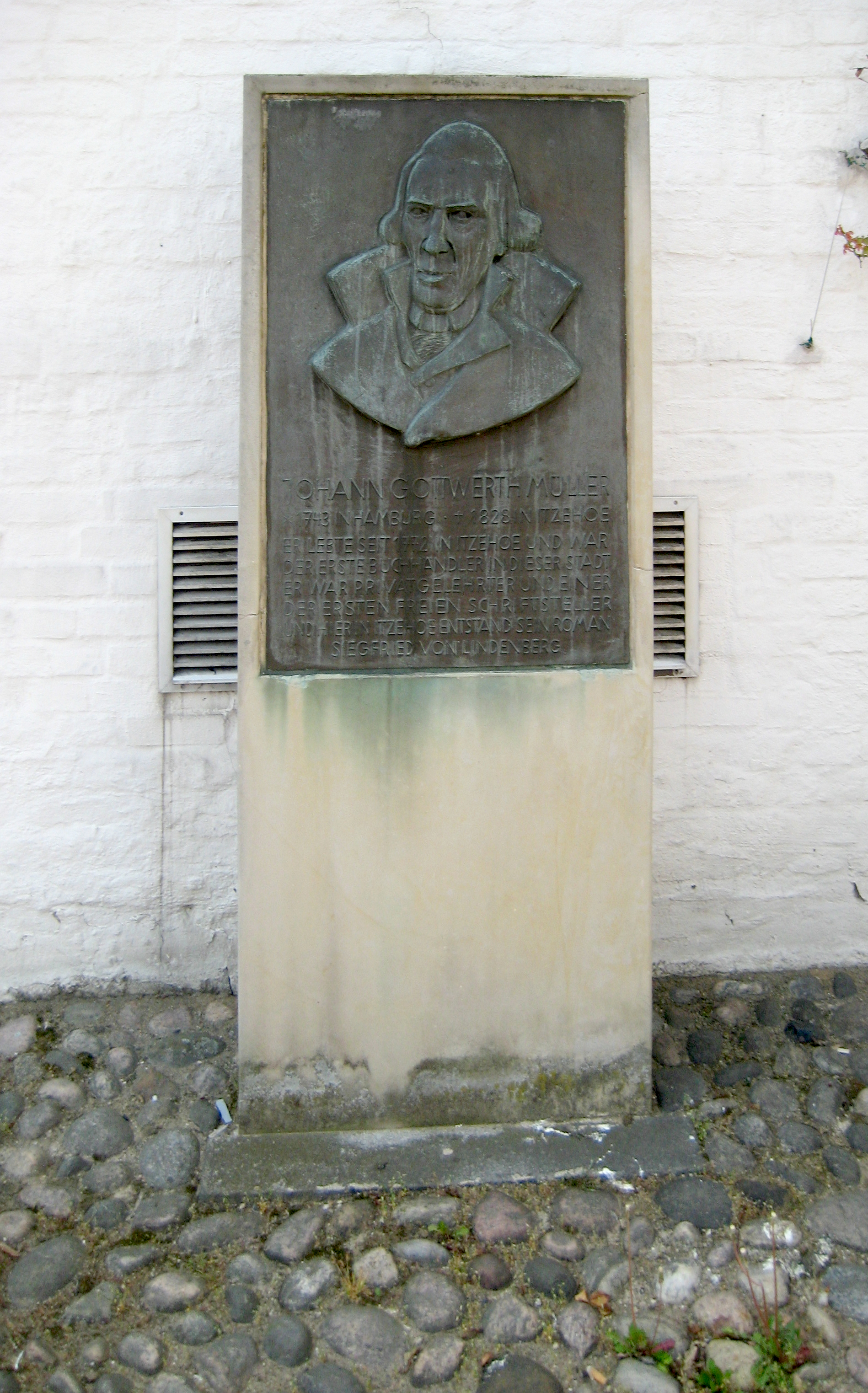
Denkmal am Prinzeßhof in Itzehoe

Johann Gottwerth Müller (genannt Müller von Itzehoe) (* 17. Mai 1743 in Hamburg; † 23. Juni 1828 in Itzehoe) war ein deutscher Schriftsteller und Aufklärer.

## Leben
Johann Gottwerth Müller war Sohn des Arztes Johannes Nikolaus Müller in Hamburg und der Karoline Ehrenmuthe, der Tochter von Erdmann Neumeister. Bis 1762 besuchte er die Gelehrtenschule des Johanneums und das Akademische Gymnasium. Sein Studium der Medizin in Helmstedt und Halle musste er nach dem plötzlichen Tod des Vaters 1770 abbrechen. 
Er zog mit dem herzoglich braunschweigischen Universitäts-Buchhändler Daniel Christian Hechtel nach Magdeburg. Obwohl dieser als „Schuldenmacher, Mitgiftjäger, Gefängnisinsasse, Lügner, illegaler Gründer von Verlagsbuchhandlungen, als Nachdrucker, windiger Buchverkäufer, Konflikthansel“ galt, ließ Müller sich bei ihm zum Buchhändler ausbilden. 1771 heiratete er Hechtels Tochter Anna. Sein Schwiegervater tat aber wenig, um die Veröffentlichung seiner ersten Werke zu fördern. 1772 übernahm er die Leitung einer Filiale von Hechtels Buchhandlung in Frankfurt an der Oder, gab sie aber nach dem Zerwürfnis mit seinem Schwiegervater im selben Jahr wieder auf. Die junge Familie zog nach Hamburg. Müller versuchte sich dort mit einem eigenen Verlag zu etablieren, musste aber bald hochverschuldet aufgeben.
Ende 1773 ließ er sich als freier Schriftsteller mit Frau, Kind und Schwiegermutter in Itzehoe im damals dänisch regierten Herzogtum Holstein nieder. Er verließ die Kleinstadt nur selten, empfing aber viele Gäste und unterhielt eine umfangreiche Korrespondenz mit Verlegern und Schriftstellern wie Heinrich Christian Boie, Adolph Knigge und Johann Heinrich Voß. Georg Christoph Lichtenberg wurde Patenonkel eines seiner Söhne. Wohl im Sommer 1783 wurde er von der Universität Göttingen promoviert und nannte sich seitdem Dr. Müller. Seine Romane waren sehr beliebt und wurden häufig unrechtmäßig nachgedruckt, wovon Müller aber, da es sich meist um Raubdrucke handelte, nicht profitierte. In mehreren Schriften setzte er sich für den Schutz des geistigen Eigentums ein. Da er seit 1777 an verschiedenen Krankheiten litt, die ihn zeitweise an der Arbeit hinderten, und zudem die Arztrechnungen seine Honorare aufbrauchten, war er auf Unterstützung für den Unterhalt seiner großen Familie angewiesen. Er lebte schließlich von einer durch Friedrich VI. von Dänemark ausgesetzten Pension.
Als Schriftsteller bekannt wurde er durch den 1779 erschienenen humoristischen Roman Siegfried von Lindenberg, in dem plattdeutsche Mundart vorkommt. Viele Romane veröffentlichte er nur als „Verfasser des Siegfried von Lindenberg“. Insgesamt veröffentlichte er dreizehn Romane, die in zahlreichen Auflagen und Übersetzungen erschienen. Im satirisch-didaktischen Ton zielte er auf die ästhetisch-moralische Erziehung der Stände ab. Darüber hinaus verfasste er Lustspiele und Essays zur Verbreitung aufklärerischen Gedankenguts. Er war mitarbeitender Rezensent an Friedrich Nicolais Allgemeiner Deutscher Bibliothek und gab von 1771 bis 1776 die Zeitschrift Der Deutsche heraus. Auch als Übersetzer war er tätig: Von ihm stammt u. a. die deutsche Übersetzung des utopischen Romans von Denis Vairasse Reise nach dem Lande der Sevaramben, oder Geschichte der Staatsverfassung, Sitten und Gebräuche der Severamben, Dieterich, Göttingen 1783.
Um die Aufklärung in Itzehoe und Umgebung zu fördern, gründete er um 1774 eine Lesegesellschaft. Zeitweise unterhielt er in seiner Wohnung auch einen Buchladen und eine Leihbücherei. Trotz seiner zeitlebens prekären Lage konnte er eine der größten Privatbibliotheken seiner Zeit aufbauen. Nach seinem Tod wurden 13.000 Bände versteigert.
Mit seiner Frau Anna hatte er acht Kinder. Seine Tochter Charlotte war in zweiter Ehe mit dem Theologen Johann Otto Thieß verheiratet. Seine Tochter Minna führte ihm nach dem Tod der Mutter 1810 den Haushalt. Begraben ist er auf dem Friedhof von Münsterdorf, wo sein Gedenkstein dicht neben dem seines Gönners Konrad Graf zu Rantzau steht.

## Schriften
- Der Ring. Eine komische Geschichte nach dem Spanischen. Vom Verfasser des Siegfried von Lindenberg und der Papiere des braunen Mannes. Vom Verfasser des Siegfried von Lindenberg. 1779; 2. Ausgabe, Dieterich, Göttingen 1780 Digitalisat
- Siegfried von Lindenberg, 3 Teile, 2. erweiterte Auflage 1781/1782 Neue Ausgabe Jena 1830 Digitalisat
  - Siegfried von Lindenberg, 5. Auflage, Carl Friedrich Schneidern, Leipzig 1790. Band 1 Digitalisat, Band 2 Digitalisat
- Die Herren von Waldheim. Eine komische Geschichte. 2 Bände, J. C. Dieterich, Göttingen 1784–1785 (= Komische Romane aus den Papieren des brauen Mannes und des Verfassers des Siegfried von Lindenberg 1.(- 2.) Bd.)
- Emmerich, eine komische Geschichte. Dieterich, Göttingen 1786 (Digitalisat in der Google-Buchsuche).
- Die Herren von Waldheim. Eine komische Geschichte. 4 Bände, Frankfurt a. M.; Leipzig 1787, 1778 Digitalisat
- Selim der Glückliche; oder, Der substitut des Orimuzd, eine morgenlandische Geschichte. Nach der Guzurattischen Urschrift. Vom Verfasser des Siegfried von Lindenberg, 3 Bände. Nicolai, Berlin und Stettin 1792 Band 1 Digitalisat
- Ueber den Verlagsraub, oder Bemerkungen über des Herrn D. Reimarus Vertheidigung des Nachdrucks im April des deutschen Magazins 1791. Schneider, Leipzig 1792 Digitalisat
- Friedrich Brack oder Geschichte eines Unglücklichen aus desselben eigenhändigen Papieren gezogen. 4 Bände, Nicolai, Berlin 1793–1795
  - Digitalisat Band 1, Band 2, Band 3
- Sara Reinert. Eine Geschichte in Briefen, dem schönen Geschlechte in Deutschland gewidmet. Mit Kupfern. 4 Bände, Nicolai, Berlin 1796 (Übersetzung des niederländischen Romans De historie von mejuffrouw Sara Burgerhart (1782) von Aagje Deken und Betje Wolff).
  - Zweiter Theil Digitalisat
  - Dritter Theil Digitalisat
  - Vierter und letzter Band Digitalisat
- Novantiken. Eine Sammlung kleiner Romane, Erzählungen und Anekdoten. Vieweg, Braunschweig 1799 Digitalisat
- Antoinette, oder die uneigennützige Liebe. Eine wahre Familiengeschichte, mit Digressionen geziert, aus dem Pulte des Verfassers des Siegfried von Lindenberg. F. Wilmans, Frankfurt am Mayn 1802 Digitalisat
- Ferdinand. Ein Originalroman in vier Büchern. vom Verfasser des Siegfried von Lindenberg. 2 Bände, J. F. Hammerich, Altona 1802 Digitalisat Band 1,  Band 2
- Die Familie Benning. Eine Geschichte in zwey Bänden vom Verfasser des Siegfried von Lindenberg. 2 Bände, J. F. Hammerich, Altona 1808